# Abbracciamoci
Abbracciamoci è un album del cantante italiano Gianni Morandi, pubblicato su vinile a 33 giri dall'etichetta discografica RCA Italiana nel 1979. Si tratta di una ristampa dell'album Gianni Morandi (RCA Italiana, PL 31357) con pezzi inediti.